# Killer Love
Killer Love —en español: Amor asesino— es el primer álbum de estudio de Nicole Scherzinger, exvocalista de las Pussycat Dolls. La portada oficial y la fecha de lanzamiento del álbum fueron publicadas como exclusiva en el tabloide The Sun el 2 de marzo de 2011.
Killer Love fue precedido por el lanzamiento de un primer sencillo producido por RedOne, "Poison", que alcanzó el puesto número tres y número siete en el Reino Unido e Irlanda, respectivamente, convirtiéndose en uno de los sencillos en alcanzar posiciones más altas de Scherzinger. Recibió críticas mayormente positivas por establecer en Scherzinger su propio sonido e identidad. El segundo sencillo de Nicole Scherzinger, Don't Hold Your Breath, debutó en el primer número uno #1 en el Reino Unido, al alcanzar la suma de más de 94 000 copias vendidas, así arrebatándole el puesto a la también cantante Adele. En su segunda semana, el sencillo bajó a la posición #2, sumando más 130 000 copias en total. También es el segundo sencillo del álbum en los Estados Unidos y en entrar a la lista Billboard Hot 100 alcanzando el número 86. Su tercer sencillo fue "Right There", el cual fue #3 en el Reino Unido, y su primer sencillo lanzado en los Estados Unidos, fue su primera canción en entrar a la lista Billboard Hot 100 alcanzando la posición #39, su posición más alta en esa lista hasta la fecha. Una versión alternativa del álbum será lanzada en los Estados Unidos con la colaboración de Snoop Dogg y 50 Cent.
Tras su lanzamiento, Killer Love recibió críticas mixtas a positivas por parte de los críticos de música contemporánea. Algunos elogiaron el fuerte rango vocal de Scherzinger y su convicción para transmitir emociones, mientras que otros criticaron su decisión de permitir que RedOne produjera la mayoría del álbum, indicando que algunas de las canciones sonaban demasiado similares entre sí. A veces se consideró que Scherzinger carecía de coherencia en el registro, a menudo tomando el sonido que cada productor ha creado para ella en vez de mostrar su originalidad. Los críticos compararon muchas de las canciones con la de sus colegas de Pop y R&B contemporáneos: Beyoncé y Rihanna. Comercialmente, Killer Love tuvo éxito en el Reino Unido alcanzando la posición número ocho en las listas de ese país.

## Antecedentes
En el 2007, Scherzinger estuvo planeando el lanzamiento de su álbum debut como solista bajo el título Her Name is Nicole. El lanzamiento fue precedido por el lanzamiento de 4 sencillos: "Whatever U Like" (featuring T.I.), "Baby Love" (feat. will.i.am), "Puakenikeni" (feat. Brick & Lace) y "Supervillian"; pero todas fallaron al tener un ingreso significativo en la lista Billboard Hot 100. "Baby Love" tuvo un éxito moderado al lograr entrar al top 20 en Europa. Después de una serie de intentos el proyecto fue posteriormente desechado a pedido de Scherzinger. En una entrevista a una revista ella dijo: 

"Fue mi decisión no sacar el disco a la venta. No me botaron. De hecho, muchas de mis canciones en solitario fueron incluidas en el segundo álbum de las Pussycat Dolls, Doll Domination, así que estoy muy feliz de que la gente haya podido escuchar canciones como 'Happily Never After' y 'When I Grow Up'. La canción 'I Hate This Part' también fue originalmente para mi primer álbum."

En mayo del 2010, la revista Rap-Up informó que Scherzinger iba a relanzar su carrera como solista con una "power - ballad" llamada "Nobody Can Change Me". La canción fue grabada en una sesión de estudio durante la noche mientras ella estaba compitiendo en la décima temporada del reality show de EE. UU., Dancing with the Stars, y fue terminada el 23 de mayo de 2010, lista para su estreno el día siguiente en el programa de radio de Ryan Seacrest "KIIS FM". El sitio web Idolator no se sorprendió con el "tono pegadizo" de la canción, diciendo que la "falta de sensualidad", "mensaje poco inspirador" y la "voz chillona" de Scherzinger "no le hicieron ningún favor a la canción." Sin embargo a Amos Barshad de la revista New York le gusto la canción afirmando que en ella "no hay presencia de la sensualidad forzada de ninguna de las Pussycat Dolls y que en lugar de eso "suena como algo que podríamos haber olvidado el corte final en un álbum de Kelly Clarkson".

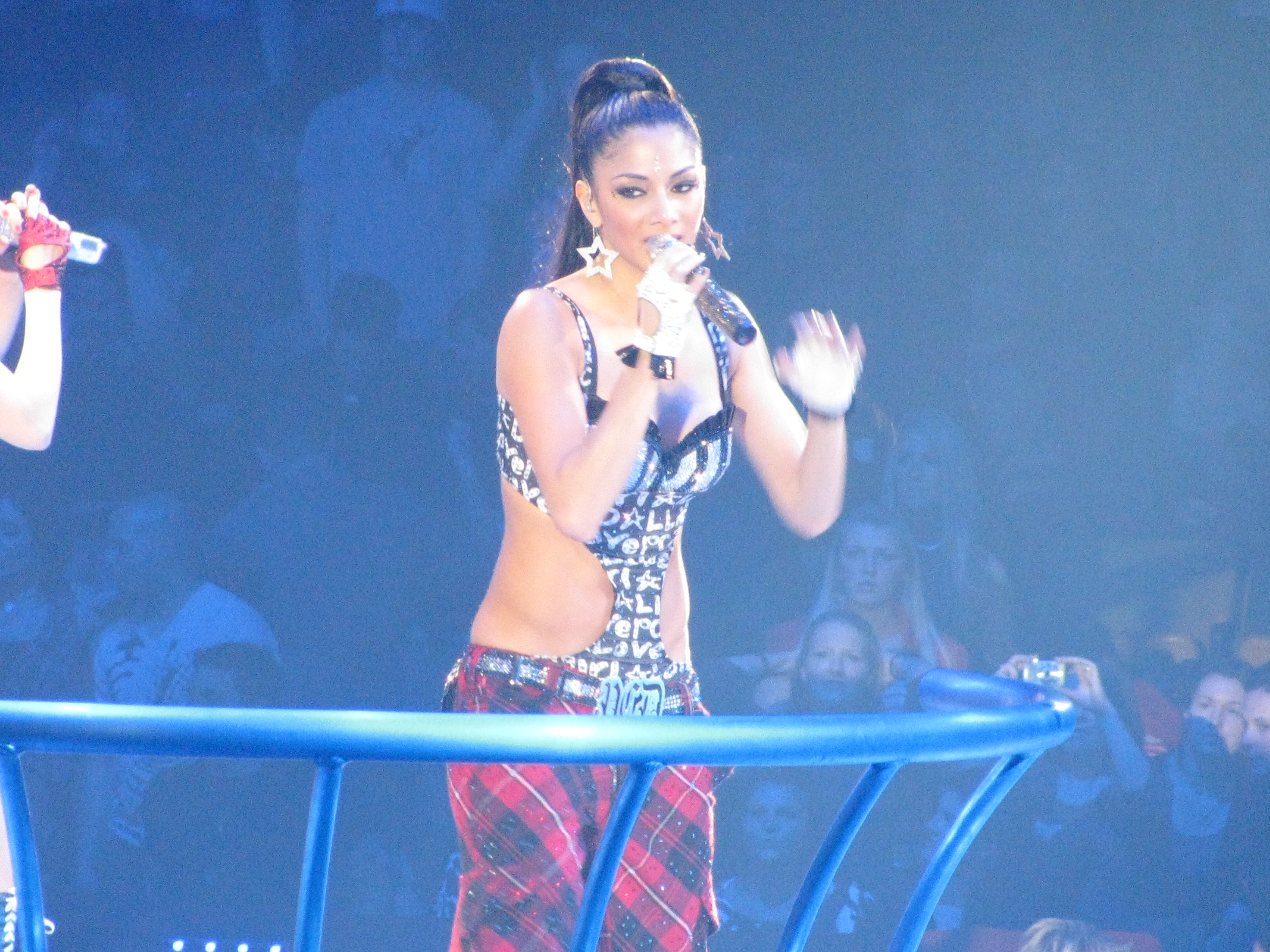
Scherzinger durante la gira Doll Domination en 2009, una de sus últimas presentaciones como cantante principal de las Pussycat Dolls.

Después, en agosto de 2010, el productor musical marroquí RedOne fue entrevistado por la BBC. En la entrevista reveló que había estado trabajando en el álbum de Scherzinger. "Acabo de terminar su álbum. El otro no salió porque estaba recogiendo las hamburguesas, al igual que la comida rápida. Uno de McDonalds, una de Burger King, y así sucesivamente. Sabía bien, pero no era consistente. Con su nuevo disco la gente realmente se va a volver loca al respecto porque es su verdadero yo." Scherzinger siguió sus comentarios en una entrevista con una revista en septiembre de 2010. Ella dijo: "En realidad, fue mi decisión de no poner lanzar Her Name Is Nicole, no de la disquera. Scherzinger dijo entonces el honor que era trabajar con RedOne. "Él es un productor y músico increíble. Había hecho algunas canciones increíbles con Lady Gaga. No puedo tocar a Gaga o a RedOne en ese espacio, pero sé que hemos creado algo único por nuestra cuenta." RedOne reveló que Jimmy Iovine (presidente del sello discográfico de Scherzinger) lo llamó personalmente a trabajar en el álbum de Scherzinger. RedOne recordó, en una entrevista con PopEater: 

""Honestamente, Jimmy, si quieres que lo haga yo solo tienes que confiar en mí y dejarme hacerlo a mí, me dejó hacer un cuerpo de trabajo y no perseguir un sencillo" Era como, 'Por supuesto, te vas a hacer magia y crear un estilo y todo eso.' "Eso es lo que hicimos. Creo que hemos creado un nuevo sonido para Nicole Scherzinger que le cae, lo que realmente representa lo que ella es, y te vas a quedar impresionado cuando lo escuches.."

De acuerdo con la revista Billboard, Scherzinger ha colaborado con Ne-Yo y Jay Sean en algunas canciones del álbum, mientras que Scherzinger confirmó que el álbum tenía sobre todo canciones up-tempo que "se prestan a actuaciones en directo". Aunque las canciones de Ne-Yo no se encuentran en la versión internacional del álbum, Scherzinger confirmó que las canciones producidas por el cantante y compositor aparecerán en la versión de EE. UU. de Killer Love. Cuando Scherzinger fue consultada por su sello discográfico (Polydor Records) cuales eran los artistas con los que quería trabajar, Scherzinger solo contestó por el cantante y rapero británico Plan-B. Digital Spy le preguntó a Scherzinger describir su álbum, durante la entrevista dijo que "El álbum es en gran medida producido por RedOne, quería algo explosivo que podría ser vivido por etapas en un pleno rendimiento y que necesitaba la música para que coincida con la intensidad. Eso es lo que hizo. es crudo, peligroso y grande. Eso es lo que yo quiero estar en el escenario. es una energía diferente a Lady GaGa. La música es más inspirada en rock, funk y soul." La portada de Killer Love fue revelada el 3 de marzo de 2011 junto con la lista de canciones. En portada, Scherzinger aparece adoptando una cómoda postura, en una media sonrisa con un mechón de pelo gris cubriendo por encima de su hombro izquierdo.

## Composición

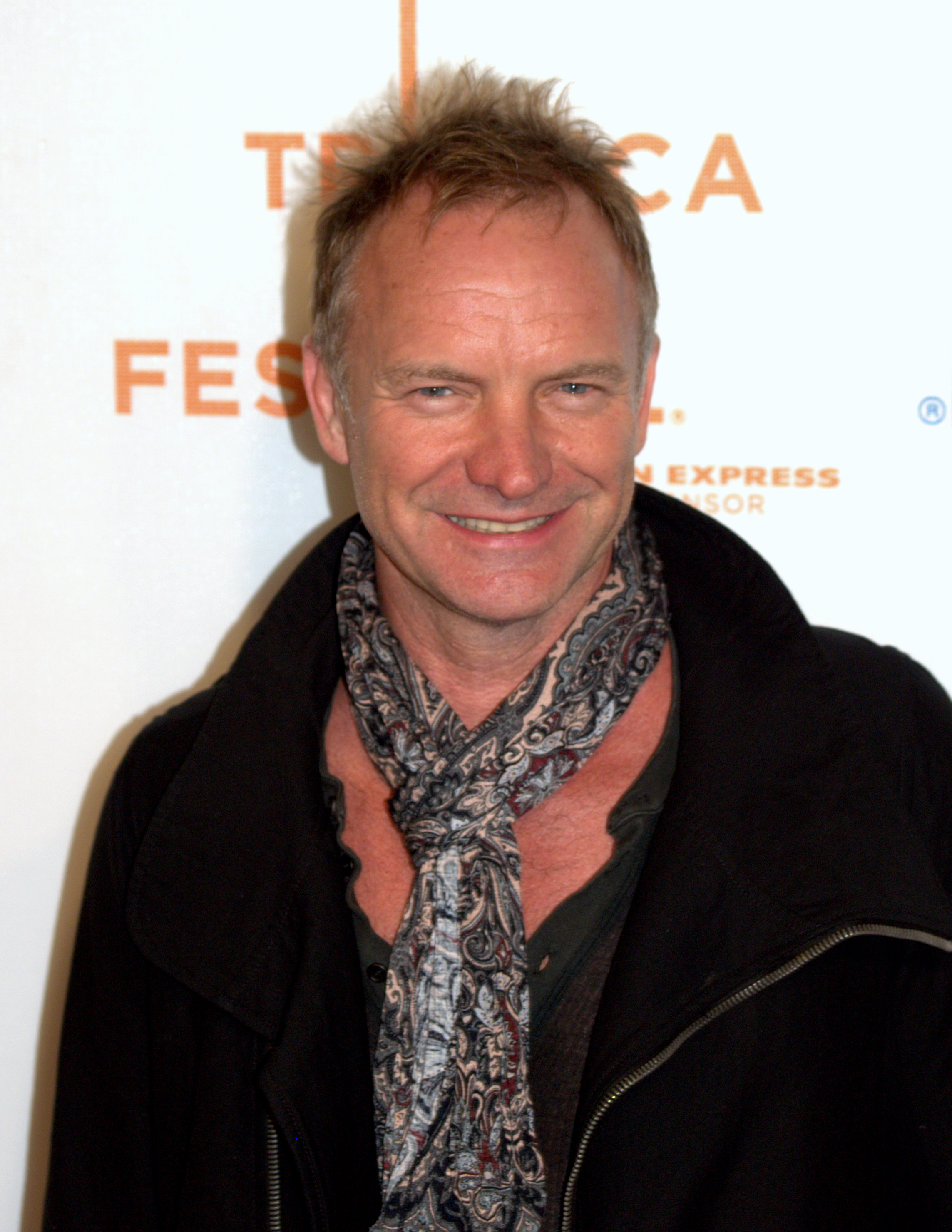
Sting, quien presta su voz en el dúo "Power's Out".

Killer Love tiene dúos con dos vocalistas masculinos. En la balada "Power's Out", colaboró el cantante inglés Sting. Hablando de su colaboración en la cual los dos cantantes grabaron en el mismo estudio, Scherzinger dijo "La energía de Sting es muy dominante, de una manera sutil. Es bueno, generoso y amable. Viajé a Boston para su concierto con The Police. Me encontré con él y él lo era todo y más de lo que pensaba. Me sentí como si estuviéramos haciendo yoga cuando estábamos cantando. Él era un tipo tan fácil con quien trabajar ... cantar en el mismo micrófono. Él tenía un aliento fresco. No brócoli en los dientes." David Renshaw de PopDash dijo que la canción tomó elementos y el sonido de The Police (la antigua banda de Sting) y en particular, su éxito de 1983 "Every Breath You Take". El otro dueto es con Enrique Iglesias en su sencillo de 2010 "Heartbeat". La versión incluida en el álbum es la versión remezclada "Rude Well's Open Heart Remix". Ellwood señaló que en la remezcla se agregaron "pulsos para cambiar el tono de la canción por completo."
Algunas de las baladas del álbum, "Casualty" y "Desperate", se asemejan al estilo de Leona Lewis. "Casualty" es una de las dos últimas baladas de cierre del álbum, la otra es "AmenJena". La primera es una "balada contemporánea", mientas que la segunda es más lenta y movediza. La otra balada del álbum, "Everybody", también limita la producción de pulido para "permitir que la voz de Scherzinger sea el foco principal." Kim Dawson, de The Daily Star, señaló a "Everybody" como el "momento donde se pone la piel de gallina" en el álbum. Al hablar con MTV, en los Estados Unidos, Scherzinger dijo (en el contexto de la versión de EE. UU. de su álbum) que era "una mezcla de himnos de baile fuertes, giros urbanos y canciones edificantes".
Los críticos señalaron que "You Will Be Loved", por su coro, contiene un canto tirolés. Su coro se construye mediante la repetición del título de la canción, similar a "Gimme More" de Britney Spears (2007) y "Halo" de Beyoncé Knowles (2009). Fue escrita por Timothy y Theron Thomas, un dúo que había escrito previamente "Supervillain", el tercer sencillo del fallido primer álbum de Scherzinger Her Name Is Nicole. "Right There" fue comparado con "Rude Boy" de Rihanna, en el tono. Ambas canciones fueron coescritas por Ester Dean. Esta última cuenta con una "brillante pulsación", en la cual Scherzinger se convierte territorial con su hombre, y advierte a otras chicas que se le mantengan a distancia. Además, una versión alternativa de la canción fue grabada con 50 Cent, que será incluida en la versión de US de Killer Love. El primer sencillo del álbum, "Poison", fue descrito por 4 Music como un "tambor de club", mientras que el siguiente sencillo "Don't Hold Your Breath", fue descrito como una "especie no tan real de balada." Michael Cragg del diario The Observer también describió a "Don't Hold Your Breath" como "un himno clásico que no oscurece mi puerta." Dawson comparó el tema de libertad en la canción con una "Sugababe tratando de liberarse," mientras que Renshaw comparó la canción con "No Air" de Jordin Sparks con Chris Brown.
Killer Love también cuenta con una serie de canciones up-tempo como "Wet", descrita como una "parte esencial de una lista de reproducción para fiestas" gracias a su base de pulsaciones y ritmos electrónicos. Fue descrita, por Phillip Ellwood de Entertainment Focus, como el mejor de "up-tempos", la canción fue descrita como "pegadiza", con un "ritmo jugoso" y un coro "amistoso con la radio". Cuenta con un ritmo "Hi-NRG" con letras picantes, que "equiparan el amor con el dolor real, físico". Otra de las canciones de up-tempo, "Club Banger Nación" ofrece una introducción "Europop" de la década de 1990, con "un ritmo resplandeciente y la voz fuerte de Scherzinger." "Say Yes", fue producido originalmente por The Cave (Jonas Saeed y Pontus Söderqvist), durante las primeras sesiones de grabación. Fue escrito por RedOne, Jimmy Joker, Jonas Saeed, Pontus Söderqvist, Nailah Thourbourne, Nyanda Thourbourne, Tasha Thourbourne y Candace Thourbourne. Nailah había trabajado previamente con Scherzinger dos veces, contribuyendo en "Puakenikini" con Nayanda Thourborne y trabajando con Akon, Giorgio Tuinfort y Scherzinger en la canción "On My Side". Ambos fueron grabados para Her Name Is Nicole, aunque el primero también fue lanzado como uno de los frustrados sencillos del fallido anterior álbum. Para su inclusión en Killer Love, "Say Yes" fue re-trabajado y re-producido por RedOne y Joker. Renshaw comparó la canción a los trabajos de Taio Cruz, gracias a los elementos de Eurodance presente en su producción.

## Recepción

### Desempeño Comercial
Killer Love hizo su debut en Irlanda el 25 de marzo de 2011 en el número catorce. Dos días después, haría su debut en el Reino Unido alcanzando la posición número ocho, vendiendo 19,743 copias en su primera semana. Hasta marzo de 2012, el álbum ha vendido más de 200,000 copias en el Reino Unido y fue certificado como disco de oro. Se convirtió en el álbum N° 73 más vendido del 2011 en el mismo país.

### Recepción crítica
Tras su lanzamiento, Killer Love recibió críticas mixtas a positivas por parte de los críticos de música contemporánea. Algunos elogiaron el fuerte rango vocal de Scherzinger y su convicción para transmitir emociones, mientras que otros criticaron su decisión de permitir que RedOne produjera la mayoría del álbum, indicando que algunas de las canciones sonaban demasiado similares entre sí. Michael Cragg de The Obvserver señaló al álbum por ser compatible con otros álbumes con más R&B moderno indicando que "Killer Love es dos tercios pop delirantemente pegajoso y un tercio es balada." Cragg también señaló que "la voz de Scherzinger no es tan insignificante" que "toma asiento tranquilamente", y "permite a los productores discográficos inyectar sus propias influencias en su música." Alex Macpherson de la BBC Online comentó que "Scherzinger es una de las pocas artistas pop con el poder necesario para dominar [sus] impulsos en vez de que ellos la dominen. Killer Love es de lejos el álbum que sientes que Scherzinger puede ofrecer (canciones de mala calidad e inmemorables)." Kim Dawson dio una reseña positiva, diciendo que "El trabajo en solitario de Nicole es realmente 'asesino' y no un 'relleno'." Otra reacción positiva vino de Entertainment Focus quienes dijeron que "Killer Lovees un disco competente y agradable de una de las mejores mujeres en el pop. Crucemos los dedos para que esta vez funcione con ella." La reacción de 4Music también fue positiva, señalando que "Killer Love definitivamente establecerá a Scherziger por un acto viable en su propio derecho." Roberto Copsey de Digital Spy escribió una reseña favorable diciendo que "Killer Love es el debut firme de la jurado de X Factor, y en parte hace honor a su promesa de ser fuerte".
Sin embargo, Hugh Montgomery de The Independent dio una crítica negativa por una supuesta falta de originalidad e identidad musical, calificándolo de "un debut que aporrea al oyente con raunchy falso, antes de dar señales de vida con una balada forzada, y un dúo con Sting. De las 14 pistas, al menos 12 son muy largas, muchas de ellas son imaginariamente robadas de los descartes de Rihanna." Stephen Thomas Erlewine de Allmusic escribió que el álbum "no tiene un enganche potente en los ritmos y melodías".

## Promoción
Killer Love fue promovido por una gira musical de 6 presentaciones por toda Europa, llamada The Killer Love Tour. Scherzinger interpretó sus propias canciones en solitario, junto con algunas canciones que ella hizo con las Pussycat Dolls, además de un cover. La gira comenzó 13 de febrero de 2012 y terminó el 23 de ese mismo mes.

## Lanzamiento del álbum
El 18 de marzo de 2011, fue lanzado el álbum Killer Love en Irlanda llegando rápidamente a la posición #3 de iTunes y el 21 de marzo fue lanzado en el Reino Unido, debutando en la posición #8 en el listado oficial de álbumes.
Actualmente la cantante se encuentra grabando la versión de Killer Love para los Estados Unidos la cual contará con nuevas canciones. El primer sencillo en ese país es "Right There" en colaboración con 50 Cent. El video ya fue lanzado y el sencillo ha sido la primera canción de Nicole al entrar en el Billboard Hot 100, alcanzando la posición máxima de No.39. El segundo sencillo es "Don't Hold Your Breath", lanzado el 16 de agosto de 2011, logró llegar a la posición #86 de la lista de ese país. 
Hasta la fecha Killer Love lleva 200.000 copias vendidas solo en Reino Unido y sumando todas las ventas de Nicole, se pasa los 2 millones de copias vendidas (álbum + sencillos).

## Versión estadounidense
Una versión estadounidense del álbum está siendo grabada actualmente para su lanzamiento exclusivo en Estados Unidos. Nicole en una entrevista confirmó que la versión estadounidense de Killer Love contara con la contribución de artistas como Ne-Yo, con quien también había trabajado en la versión de Europa y Gran Bretaña. Right There, con la participación de 50 Cent, que fue lanzada en Estados Unidos como el primer sencillo del proyecto. El rapero Snoop Dogg también confirmó su participación, pero esta vez para la canción  "Peep Show", una de las cinco nuevas canciones que se incluirán en el proyecto, que fue escrita por Harvey Mason y R.Kelly. Nicole también contó que aprobó que algunas canciones de la versión para Europa y Gran Bretaña, por ejemplo "Power's Out" fueran incluidas en el listado de la versión para Estados Unidos. El lanzamiento estaba previesto para enero del 2012, pero tuvo algunos retrasos. No se ha confirmado la fecha para la publicación en Estados Unidos. 
Finalmente, el disco nunca llegó a ser lanzado en América, a pesar de que hasta se llegó a decir que una canción, "Pretty", sería el primer sencillo del disco en tierras estadounidense, es más, Scherzinger la interpretó en exclusiva en el Factor X del país, y en su gira de 2011 The Killer Love Tour, aunque finalmente, su lanzamiento fue cancelado, dando lugar a que el primer álbum en solitario de Scherzinger en Estados Unidos sea su próximo álbum de estudio, a publicarse en octubre de 2014 en Europa, Big Fat Lie.

## Sencillos de Killer Love
| Título                   | Año  | Posición más alta | Posición más alta | Posición más alta | Posición más alta | Posición más alta | Posición más alta | Posición más alta | Posición más alta | Posición más alta | Posición más alta | Álbum       |
| Título                   | Año  | AUS               | US                | BEL               | UK                | CAN               | NZ                | IRE               | SCO               | SWI               | SVK               | Álbum       |
| ------------------------ | ---- | ----------------- | ----------------- | ----------------- | ----------------- | ----------------- | ----------------- | ----------------- | ----------------- | ----------------- | ----------------- | ----------- |
| "Poison"                 | 2010 | 14                | -                 | 65                | 3                 | 10                | 8                 | 7                 | 1                 | 5                 | 11                | Killer Love |
| "Don't Hold Your Breath" | 2011 | 17                | -                 | 52                | 1                 | 20                | 50                | 3                 | 1                 | 62                | 11                | Killer Love |
| "Right There "           | 2011 | 8                 | 39                | 8                 | 1                 | 44                | 7                 | 7                 | 1                 | 30                | 27                | Killer Love |
| "Wet"                    | 2011 | 49                | -                 | 25                | 38                | 50                | 80                | 48                | 100               | 70                | 90                | Killer Love |
| "Try With Me"            | 2011 | -                 | -                 | -                 | 18                | -                 | -                 | 29                | 13                | -                 | 26                | Killer Love |

## Listado de canciones
- Edición estándar

| N.º | Título                                                            | Duración |  |
| 1.  | «Poison»                                                          | 3:24     |  |
| 2.  | «Killer Love»                                                     | 3:34     |  |
| 3.  | «Don't Hold Your Breath»                                          | 3:16     |  |
| 4.  | «Right There»                                                     | 3:14     |  |
| 5.  | «You Will Be Loved»                                               | 3:44     |  |
| 6.  | «Wet»                                                             | 3:09     |  |
| 7.  | «Say Yes»                                                         | 3:17     |  |
| 8.  | «Club Banger Nation»                                              | 3:26     |  |
| 9.  | «Power’s Out» (Con Sting)                                         | 3:31     |  |
| 10. | «Desperate»                                                       | 3:33     |  |
| 11. | «Everybody»                                                       | 4:09     |  |
| 12. | «Heartbeat (Rudi Wells’ Open Heart Remix)» (Con Enrique Iglesias) | 3:02     |  |
| 13. | «Casualty»                                                        | 3:31     |  |
| 14. | «AmenJena»                                                        | 4:33     |  |

- Edición Deluxe- Reedición 2011

| N.º   | Título                                       | Duración |  |
| 1.    | «Right There» (con 50 Cent)                  | 4:22     |  |
| 2.    | «Try With Me»                                | 3:56     |  |
| 3.    | «Trust Me I Lie»                             | 3:51     |  |
| 4.    | «Boomerang»                                  | 3:18     |  |
| 5.    | «Tomorrow Never Dies»                        | 3:41     |  |
| 6.    | «Poison (Glam As You Rock Mix)»              | 3:54     |  |
| 7.    | «Don't Hold Your Breath (Cahill Mix - Edit)» | 5:28     |  |
| 70:49 |                                              |          |  |

## Créditos
Créditos tomados del folleto del álbum.
Interpretación
| - Ester Dean – vocales de fondo - Enrique Iglesias – voz invitada | - Nicole Scherzinger – voz principal, voces de fondo - Sting – voz invitada |

Gestión y administración de créditos
| - Brain Álvarez - Relaciones de negocios - Gretchen Anderson - gestión de producción - Brett Bracy - publicidad internacional - Fiona Dearing - comercialización - Todd Douglas - Relaciones de negocios - Azoff Geary - gestión - Susan Hilderley - Relaciones de negocios - Larry Jackson - A&R | - DJ Mormille - A&R - Marta Navas - administración de A & R - Clark Pardee - gestión de producción - Ginger Ramsey - comercialización - Dave Rene - A&R - Don Robinson - marketing internacional - Paul Smith - gestión - Jeanne Venton - administración de A&R |

Arte y dirección
| - Chris Gheringer – masterización - Stephanie Hsu – director creativo | - Nino Muñoz – fotógrafo - Julian Peploe Studio – dirección de arte |

Créditos técnicos
| - Josh Alexander - productor vocal - BeatGeek - productor, instrumentos, programación - Boi-1da - productor - David Boyd - asistente de grabador de voz - Maven Boys - productor adicional - David Bukovinsky - violincheto - Mattias Bylund - arreglista cadenas, Stringer grabador, editor de cadenas - La Cueva - producción original del demo de la canción de "Say Yes" - Michael Daley - asistente de grabador de voz - Mikkel Erkissen - ingeniero de grabación - Carl Falk - productor - Chris García - editor digital - Angela N. Golighty - coordinador de producción - Mark "Exit" Goodchild - Ingeniería - Trina Harmon - productor, productor vocal, pianista - Kuk Harrell - productor vocal - Dabbling Harward - Grabadora de voz adicional - Andrew Hey - grabadora de voz - Ghazi Hourani - asistente de ingeniero de grabación - Matt Huber - asistente de ingeniero de mezcla - Mattias Johnasson - violinista - Jimmy Joker - productor, director vocal, ingeniero de grabación - Jim Jonsin - productor, programador, teclados - Steve Josefsson - productor - Jaycen Joshua - mezcla - AJ Junior - editor de voz, instrumentos - Martin Keirszenbaum - guitarras y teclados adicionales - Pablo Lamalfa - asistente de ingeniero de grabación | - Damien Lewis - ingeniería adicional y asistente - Robert Marks - ingeniero de grabación, mezcla - Patrick Mascall - guitarrista - Harvey Mason, Jr. - productor vocal - Justin Merrill - ingeniero de mezcla adicional, ingeniero de grabación - Danny Morris - teclados adicionales - Trevor Muzzy - ingeniero de grabación, el guitarrista, director vocal, mezcla, instrumentos - The-Dream - productor - Alec Newell - Ingeniería - Rob Orton - mezcla - Carlos Paucar - Grabador de voz - Dave Pensado - mezcla - Rami Yacoub - productor - RedOne - productor, ingeniero de grabación, guitarrista, instrumentos, programas, arreglista vocal, producción vocal - Frank Romano - guitarra, bajo - Stargate (Mikkel S. Eriksen y Tor E. Hermansen) - productor, instrumentos - Billy Steinberg - productor vocal - Christopher Stewart - productor - Mark "Spike" Stent - mezcla - Julián Swirsky - productor - Phil Tan - mezcla - Mark Taylor - productor, teclados, programador - Jamie Scott & The Town - pianista - Sandy Vee - Instrumentos de producción, ingeniero de grabación, mezcla - Miles Walker - ingeniero de grabación - Stuart White - ingeniero adicional - Andrew Wuepper - asistente de mezcla |

## Lista y certificaciones
| País          | Lista (2011)                    | Posición más alta |
| ------------- | ------------------------------- | ----------------- |
| Australia     | Australian Albums Chart         | 26                |
| Bélgica       | Belgian Albums Chart (Flanders) | 54                |
| Bélgica       | Belgian Albums Chart (Wallonia) | 61                |
| Países Bajos  | Dutch Albums Chart              | 66                |
| Francia       | French Albums Chart             | 57                |
| Alemania      | German Albums Chart             | 85                |
| Irlanda       | Irish Albums Chart              | 14                |
| Nueva Zelanda | New Zealand Albums Chart        | 34                |
| Polonia       | Polish Albums Chart             | 88                |
| Escocia       | Scottish Albums Chart           | 6                 |
| Suiza         | Swiss Albums Chart              | 55                |
| Reino Unido   | UK Albums Chart                 | 8                 |

| País        | Certificación | Ventas Certificadas |
| ----------- | ------------- | ------------------- |
| Reino Unido | Platino       | 300.000             |